# Barreiros (Amares)
Barreiros ist ein Ort und eine Gemeinde im Norden Portugals.
Als bekanntester Anziehungspunkt der Gemeinde kann das Flussschwimmbad Praia Fluvial da Ribeira an der alten Wassermühle (Moinho de Água oder Azenha) am Rio Cávado gelten.
Ab dem 18. Jahrhundert erlebte der Ort eine relative Blüte, insbesondere durch den Aufschwung des Portugiesischen Weinbaus. Das Ortswappen und mehrere barocke Quintas im Gemeindegebiet zeugen davon.

## Verwaltung
Barreiros ist Sitz einer gleichnamigen Gemeinde (Freguesia) im Kreis (Concelho) von Amares im Distrikt Braga. Sie besitzt eine Fläche von 3,0 km² und hat 739 Einwohner (Stand 19. April 2021).
Der namensgebende Ort ist die einzige Ortschaft in der Gemeinde.